# Olympische Sommerspiele 1972/Leichtathletik – Weitsprung (Frauen)
Der Weitsprung der Frauen bei den Olympischen Spielen 1972 in München wurde am 31. August 1972 im Olympiastadion München ausgetragen. 33 Athletinnen nahmen an der ersten Entscheidung in der Leichtathletik dieser Olympischen Spiele teil.
Olympiasiegerin wurde Heide Rosendahl aus der Bundesrepublik Deutschland. Die Silbermedaille gewann die Bulgarin Diana Jorgowa, Bronze ging an die Tschechoslowakin Eva Šuranová.
Neben der Olympiasiegerin starteten für die Bundesrepublik Deutschland – offiziell Deutschland – außerdem Heidi Schüller und Ingrid Mickler-Becker, früher Ingrid Becker. Mickler schied ohne gültigen Versuch in der Qualifikation aus. Schüller erreichte das Finale und wurde Fünfte.

Die DDR wurde durch Angelika Liebsch, Margrit Olfert – früher Margrit Herbst – und Kristina Albertus vertreten. Albertus scheiterte in der Qualifikation. Olfert wurde im Finale Achte, Liebsch Dreizehnte.

Für die Schweiz gingen Meta Antenen und Sieglinde Ammann an den Start. Ammann schied in der Qualifikation aus, Antenen wurde im Finale Sechste.

Springerinnen aus Österreich und Liechtenstein nahmen nicht teil.

## Bestehende Rekorde
| Weltrekord         | 6,84 m | Heide Rosendahl ( BR Deutschland) | Turin, Italien                 | 3. September 1971 |
| Olympischer Rekord | 6,82 m | Viorica Viscopoleanu ( Rumänien)  | Finale OS Mexiko-Stadt, Mexiko | 14. Oktober 1968  |

Der bestehende olympische Rekord wurde bei diesen Spielen nicht erreicht. Mit ihrem weitesten Sprung verfehlte die bundesdeutsche Olympiasiegerin Heide Rosendahl diesen Rekord um vier Zentimeter. Zu ihrem eigenen Weltrekord fehlten ihr sechs Zentimeter.

## Durchführung des Wettbewerbs
Die Springerinnen traten am 31. August in zwei Gruppen zu einer Qualifikationsrunde an. Vierzehn von ihnen – hellblau unterlegt – erreichten die direkte Finalqualifikationsweite von 6,30 m. Damit war die Mindestanzahl von zwölf Teilnehmerinnen für das am Nachmittag desselben Tages stattfindende Finale übertroffen.
Im Finale hatte jede Athletin zunächst drei Versuche. Den besten acht Teilnehmerinnen standen anschließend weitere drei Sprünge zur Verfügung.

## Zeitplan
31. August, 10:00 Uhr: Qualifikation

31. August, 15:30 Uhr: Finale

## Legende
Kurze Übersicht zur Bedeutung der Symbolik – so üblicherweise auch in sonstigen Veröffentlichungen verwendet:
| –   | verzichtet                                  |
| x   | ungültig                                    |
| w   | Windunterstützung über dem zulässigen Wert  |
| NWI | keine Windinformation (No Wind Information) |

## Qualifikation
Datum: 31. August 1972, ab 10:00 Uhr

### Gruppe A

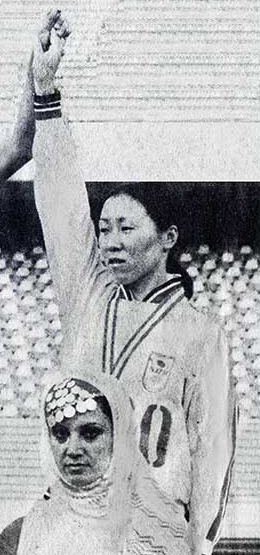
Hiroko Yamashita (oben) – ausgeschieden mit 6,14 m in Qualifikationsgruppe A

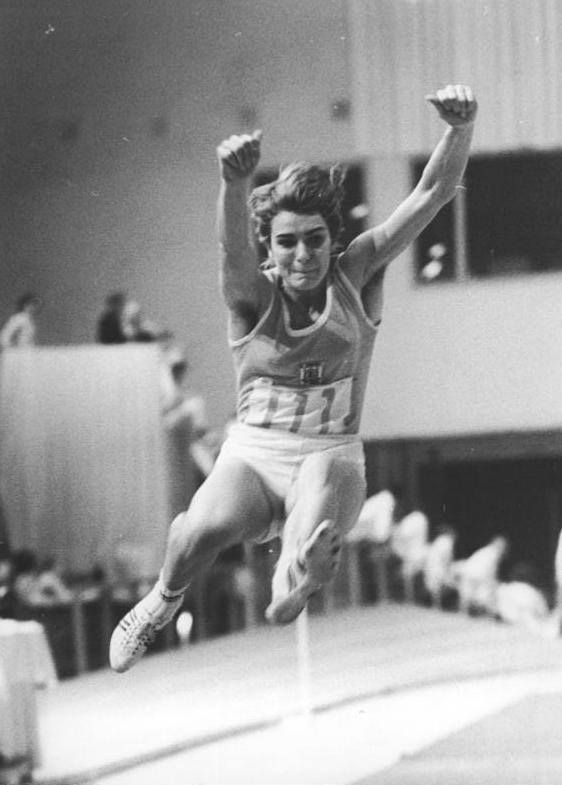
Kristina Albertus – ausgeschieden mit 6,09 m in Qualifikationsgruppe A

| Platz | Name                  | Nation           | 1. Versuch (m) Wind (m/s) | 2. Versuch (m) Wind (m/s) | 3. Versuch (m) Wind (m/s) | Weite (m) |
| 1     | Eva Šuranová          | Tschechoslowakei | 6,38 / +1,4               | –                         | –                         | 6,3800    |
| 2     | Heidi Schüller        | BR Deutschland   | 6,21 / +0,5               | 6,32 / +2,3               | –                         | 6,32 w    |
| 3     | Diana Jorgowa         | Bulgarien        | 6,32 / +0,2               | –                         | –                         | 6,3200    |
| 4     | Elena Vintilă         | Rumänien         | 6,30 / −0,6               | –                         | –                         | 6,3000    |
| 5     | Erica Nixon           | Australien       | 6,16 / −0,5               | 6,27 / −1.9               | 5,42 / −1,9               | 6,2700    |
| 6     | Sieglinde Ammann      | Schweiz          | 6,26 / +1.2               | 6,13 / −0,3               | 6,04 / +1,6               | 6,2600    |
| 7     | Ljubow Iljina         | Sowjetunion      | x                         | 6,25 / +4,5               | x                         | 6,2500    |
| 8     | Modupe Oshikoya       | Nigeria          | x                         | 6,22 / +0,8               | x                         | 6,2200    |
| 9     | Odette Ducas          | Frankreich       | x                         | x                         | 6,16 / −1,6               | 6,1600    |
| 10    | Hiroko Yamashita      | Japan            | 6,13 / +2,9               | 6,06 / +1,0               | 6,14 / +0,9               | 6,1400    |
| 11    | Brenda Eisler         | Kanada           | 5,61 / +2,0               | 6,08 / +ß,6               | 6,10 / −0,2               | 6,1000    |
| 12    | Martha Watson         | USA              | 5,86 / +0,5               | 6,09 / ±0,0               | 6,09 / +0,6               | 6,0900    |
| 13    | Kristina Albertus     | DDR              | x                         | 6,09 / −3,2               | x                         | 6,0900    |
| 14    | Ruth Martin-Jones     | Großbritannien   | x                         | 5,93 / −1,3               | x                         | 5,9300    |
| 15    | Lin Chun-yu           | Taiwan           | 5,50 / −1,7               | x                         | x                         | 5,5000    |
| NM    | Valeria Bufanu        | Rumänien         | x                         | x                         | x                         | ogV00     |
| NM    | Ingrid Mickler-Becker | BR Deutschland   | x                         | x                         | x                         | ogV00     |

### Gruppe B
| Platz | Name                 | Nation           | 1. Versuch (m) Wind (m/s) | 2. Versuch (m) Wind (m/s) | 3. Versuch (m) Wind (m/s) | Weite (m) |
| 1     | Angelika Liebsch     | DDR              | 6,69 / +1.0               | –                         | –                         | 6,69000   |
| 2     | Heide Rosendahl      | BR Deutschland   | 6,62 / −1,3               | –                         | –                         | 6,62000   |
| 3     | Margrit Olfert       | DDR              | 6,27 / −1.0               | 6,52 / +2,9               | –                         | 6,52000   |
| 4     | Meta Antenen         | Schweiz          | 6,41 / −0,8               | –                         | –                         | 6,41000   |
| 5     | Willye White         | USA              | 6,23 / +0,7               | 6,39 / +0,2               | –                         | 6,39000   |
| 6     | Viorica Viscopoleanu | Rumänien         | 6,39 / +2,5               | –                         | –                         | 6,39 w0   |
| 7     | Ilona Bruzsenyák     | Ungarn           | 6,28 / −0,4               | x                         | 6,37 / +3,0               | 6,37 w0   |
| 8     | Sheila Sherwood      | Großbritannien   | 6,33 / +0,6               | –                         | –                         | 6,33000   |
| 9     | Marcia Garbey        | Kuba             | 6,32 / −0,2               | –                         | –                         | 6,32000   |
| 10    | Jarmila Nygrýnová    | Tschechoslowakei | 6,31 / −3,7               | –                         | –                         | 6,31000   |
| 11    | Maureen Chitty       | Großbritannien   | 6,25 / −0,7               | x                         | 6,26 / −2,0               | 6,26000   |
| 12    | Martha Watson        | USA              | 5,86 / NWI                | 6,09 / NWI                | 6,09 / NWI                | 6,09000   |
| 13    | Debbie Van Kiekebelt | Kanada           | 5,88 / +1,8               | 5,79 / +1,5               | 6,07 / +1,8               | 6,07000   |
| 14    | Radojka Francoti     | Jugoslawien      | 6,02 / +0,6               | 5,53 / +0,2               | x                         | 6,02000   |
| 15    | Lyn Tillett          | Australien       | 5,99 / +0,7               | 5,90 / −1,8               | 5,97 / −0,4               | 5,99000   |
| 16    | Kim Attlesey         | USA              | 5,80 / −1,0               | x                         | 5,62 / +0,5               | 5,80000   |
| 17    | Audrey Chikani       | Sambia           | 4,29 / −1,7               | 5,17 / −2,5               | 4,64 / −2,0               | 5,17000   |
| DNS   | Irena Szewińska      | Polen            |                           |                           |                           |           |

## Finale
Datum: 31. August 1972, 15.30 Uhr
| Platz | Name                 | Nation           | 1. Versuch (m) Wind (m/s) | 2. Versuch (m) Wind (m/s) | 3. Versuch (m) Wind (m/s) | 4. Versuch (m) Wind (m/s)                     | 5. Versuch (m) Wind (m/s)                     | 6. Versuch (m) Wind (m/s)                     | Endresultat (m) |
| 1     | Heide Rosendahl      | BR Deutschland   | 6,78 / 0,6                | 6,76 / +0,4               | 6,69 / −0,9               | 6,52 / +0,4                                   | 6,73 / −0,2                                   | 6,71 / −0,1                                   | 6,7800          |
| 2     | Diana Jorgowa        | Bulgarien        | 6,43 / +1,5               | 6,12 / +1,0               | 6,62 / +2,2               | 6,77 / −0,5                                   | 6,53 / +0,5                                   | x                                             | 6,7700          |
| 3     | Eva Šuranová         | Tschechoslowakei | 6,51 / +1,2               | 6,60 / +0,6               | x                         | 6,67 / +0,9                                   | x                                             | 6,27 / +0,9                                   | 6,6700          |
| 4     | Marcia Garbey        | Kuba             | 6,26 / −0,5               | 6,52 / +2,1               | 3,96 / +2,2               | 5,94 / +0,2                                   | x                                             | x                                             | 6,52 w          |
| 5     | Heidi Schüller       | BR Deutschland   | 6,32 / +2,0               | 6,18 / +0,3               | 6,51 / ±0,0               | x                                             | x                                             | 6,25 / −1,0                                   | 6,5100          |
| 6     | Meta Antenen         | Schweiz          | x                         | 6,49 / +1,3               | x                         | 6,16 / −0,7                                   | 6,39 / +0,3                                   | x                                             | 6,4900          |
| 7     | Viorica Viscopoleanu | Rumänien         | 6,43 / +3,7               | 6,48 / +0,3               | 6,48 / +2,4               | 6,44 / +0,5                                   | 6,35 / +0,3                                   | 6,44 / −0,6                                   | 6,4800          |
| 8     | Margrit Olfert       | DDR              | 6,42 / +0,4               | x                         | 6,34 / +0,9               | 6,46 / +1,7                                   | 6,30 / −1,6                                   | x                                             | 6,4600          |
|       |                      |                  |                           |                           |                           |                                               |                                               |                                               |                 |
| 9     | Sheila Sherwood      | Großbritannien   | 6,41 / −0,2               | x                         | 6,40 / ±0,0               | nicht im Finale der besten acht Springerinnen | nicht im Finale der besten acht Springerinnen | nicht im Finale der besten acht Springerinnen | 6,4100          |
| 10    | Ilona Bruzsenyák     | Ungarn           | 6,39 / ±0,0               | x                         | 6,36 / ±0,0               | nicht im Finale der besten acht Springerinnen | nicht im Finale der besten acht Springerinnen | nicht im Finale der besten acht Springerinnen | 6,3900          |
| 11    | Willye White         | USA              | 6,01 / +0,7               | 6,27 / −0,8               | x                         | nicht im Finale der besten acht Springerinnen | nicht im Finale der besten acht Springerinnen | nicht im Finale der besten acht Springerinnen | 6,2700          |
| 12    | Jarmila Nygrýnová    | Tschechoslowakei | 6,19 / +2,1               | 6,24 / −0,2               | 6,02 / +3,1               | nicht im Finale der besten acht Springerinnen | nicht im Finale der besten acht Springerinnen | nicht im Finale der besten acht Springerinnen | 6,2400          |
| 13    | Angelika Liebsch     | DDR              | x                         | 6,23 / +1,6               | 6,07 / +0,3               | nicht im Finale der besten acht Springerinnen | nicht im Finale der besten acht Springerinnen | nicht im Finale der besten acht Springerinnen | 6,2300          |
| 14    | Elena Vintilă        | Rumänien         | 6,06 / ±0,0               | 6,01 / +1,9               | 6,13 / +0,5               | nicht im Finale der besten acht Springerinnen | nicht im Finale der besten acht Springerinnen | nicht im Finale der besten acht Springerinnen | 6,1300          |

Als Favoritin wurde die Weltrekordlerin Heide Rosendahl angesehen. Ihre Hauptkonkurrentinnen waren die Bulgarin Diana Jorgowa, die sich persönlich im Olympiajahr deutlich gesteigert hatte, die Schweizerin Meta Antenen, Vizeeuropameisterin von 1971, sowie die bundesdeutsche Europameisterin von 1971 und Fünfkampfolympiasiegerin von 1968, Ingrid Mickler-Becker, während die Weitsprungolympiasiegerin von 1968 Viorica Viscopoleanu nicht mehr ganz die Form ihrer Spitzenzeit hatte. Mickler-Becker schied allerdings mit drei ungültigen Versuchen bereits in der Qualifikation aus.
Im Finale legte Rosendahl gleich im ersten Versuch 6,78 m vor und blieb damit nur sechs Zentimeter unter ihrem eigenen Weltrekord. Im Laufe des Wettbewerbs hatte sie noch drei weitere Versuche von mehr als 6,70 m, der Abstand zu ihren Konkurrentinnen war zunächst groß. Aber in Durchgang vier kam Jorgowa bis auf einen Zentimeter heran, es wurde noch einmal spannend. Die Bulgarin konnte sich in ihren letzten beiden Sprüngen jedoch nicht mehr steigern und so waren die Medaillen verteilt. Heide Rosendahl gewann ihre erste Goldmedaille, eine zweite gab es für sie als Schlussläuferin der bundesdeutschen 4-mal-100-Meter-Staffel. Silber ging an Diana Jorgowa, Bronze an die Tschechoslowakin Eva Šuranová, die ihre Bestweite von 6,67 m wie Jorgowa im vierten Versuch erzielte. Dahinter platzierten sich die Kubanerin Marcia Garbey als Vierte, die bundesdeutsche Springerin Heidi Schüller als Fünfte und Meta Antenen auf Rang sechs.
Zum fünften Mal bei Olympischen Spielen am Start war die US-Athletin Willye White. 1956 in Melbourne hatte sie die Silbermedaille gewonnen, hier in München wurde sie Elfte.
Heide Rosendahl war die erste deutsche – hier bundesdeutsche – Olympiasiegerin im Weitsprung.

Eva Šuranová gelang der erste tschechoslowakische Medaillengewinn in dieser Disziplin.

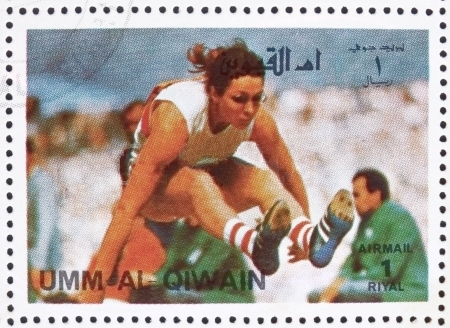
Olympiasiegerin Heide Rosendahl auf einer 1972 erschienenen Briefmarke des Emirats Umm al-Qaiwain
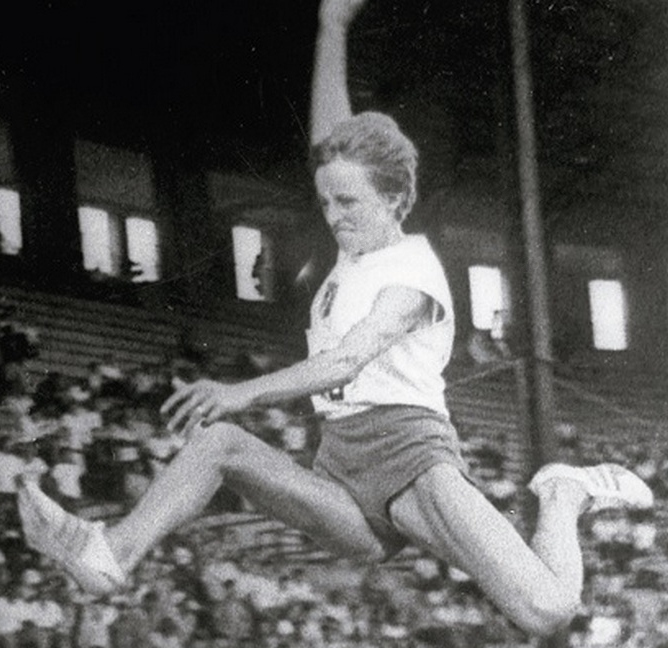
Viorica Viscopoleanu, Olympiasiegerin von 1968, erreichte diesmal Platz sieben
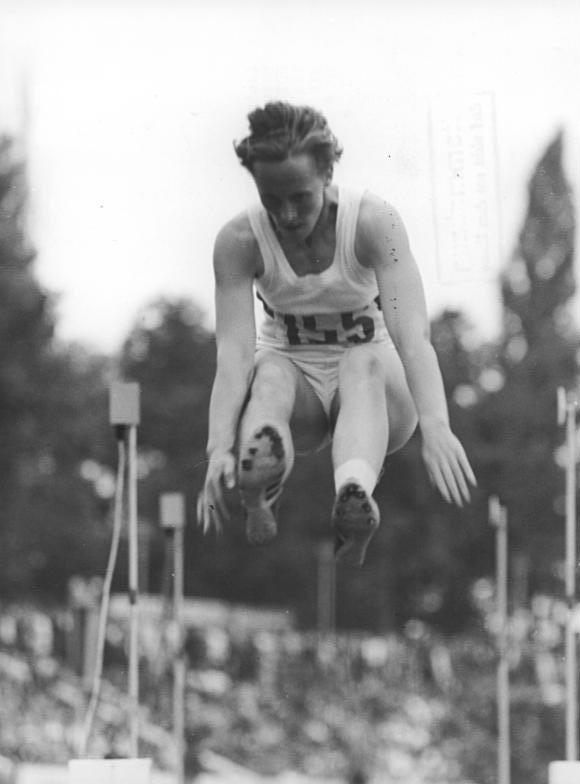
Die Olympiaachte Margrit Olfert, frühere Margrit Herbst
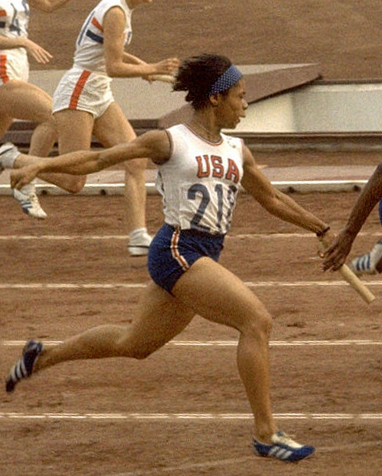
Willye White (hier im Jahr 1964 als Sprinterin in der US-Silberstaffel) belegte Rang elf

## Videolinks
- 1972 München Summer Olympic Games: Women's Long Jump, youtube.com, abgerufen am 5. Oktober 2021
- ✘ München 1972 (Heide RosendahlL) Weitsprung (Privataufnahmen), München 1972, youtube.com, abgerufen am 7. Dezember 2017